# Адријана Скленаржикова
Адријана Скленаржикова-Карамбе (слч. Adriana Sklenaříková-Karembeu; Брезно, 17. септембар 1971) словачка је манекенка и глумица. Својевремено (1998) држала је Гинисов рекорд за манекенку са најдужим ногама на свету (~ 1,25 m).

## Биографија
Адријана Скленаржикова је рођена у граду Брезно у централној Словачкој. Првобитно је студирала медицину у Прагу али је одустала од студија да би постала манекенка 1997. године.
У Сједињеним Државама била је модел компаније Викторија'с сикрет. Позната је по најдужим ногама у свету моде.
Године 2006. је изабрана за најсексепилнију жену на свету.
Као глумица, појавила се у неколико филмова, укључујући Астерикс на олимпијским играма (2008).